# Mobile Suit Gundam ZZ
Mobile Suit Gundam ZZ (機動戦士ガンダムΖΖ, Kidō Senshi Gandamu ZZ) ou Mobile Suit Gundam Double Zeta est une série d’animation japonaise créée en 1986 par Yoshiyuki Tomino et faisant partie de la franchise Gundam. Elle fait directement suite à Mobile Suit Zeta Gundam, et se déroule ainsi dans le même univers (l’Universal Century).
Une sortir Blu-Ray est prévu pour 2017 en France, par l’éditeur @Anime

## Synopsis
L’histoire reprend là où la série Mobile Suit Zeta Gundam s’était arrêtée, en l’an U.C. 0088. À l’issue du conflit de Gryps, l’AEUG et la Fédération sont passablement affaiblis et seule Hamān Karn se retrouve en position de force : elle fonde sur l’astéroïde Axis le mouvement Neo Zeon – sorte d’ersatz du duché de Zeon, l’ennemi de la Fédération dans la toute première série.
Les principaux protagonistes de Mobile Suit Zeta Gundam étant portés disparus ou inaptes au combat (comme Kamille Bidan), l’histoire suit les traces d’un groupe d’orphelins duquel fait partie le héros Judau Ashta (un « newtype »), qui réside sur la colonie spatiale Shangri-La. Alors que l’AEUG arrive par hasard sur cette colonie au début de la série, Judau et sa bande décident de voler le Zeta Gundam pour le revendre. Ils y parviennent, mais sont rapidement confrontés aux forces de Zeon et rejoignent par conséquent l’AEUG sous les ordres de Bright Noa. Au fil des combats, Judau Ashida se révélera un pilote très talentueux et se verra confier les commandes du puissant Gundam ZZ pour finalement mener la Fédération à la victoire.

## Personnages
Ci-dessous se trouve une brève présentation des personnages principaux de l’anime.
Membres de l’AEUG
- Judau Ashta (ジュドー・アーシタ, Judō Āshita?) : personnage principal de la série, qui se retrouve par hasard aux commandes du Zeta Gundam. D’un naturel franc et enjoué, il tient particulièrement à sa petite sœur Leina et fait au début de la série partie d'un petit gang de ferrailleurs.
- Beecha Oleg (ビーチャ・オーレグ, Bicha Oregu?) : meneur autoproclamé du groupe de ferrailleurs dont fait partie Judau, il rejoint l’AEUG et entretiendra une certaine rivalité avec ce dernier.
- Elpeo Ple (エルピー・プル, Elpee Puru?) : une newtype artificielle[N 3] qui fait au début partie de Neo Zeon. Néanmoins, elle s’attache immédiatement à Judau lorsqu’elle fait sa connaissance, et rejoint l’AEUG pour le suivre. Ple Two (プルツー, Puru Tsū?) est un clone d’Elpeo créé par Neo Zeon.
- Bright Noa (ブライト・ノア, Buraito Noa?) : célèbre commandant déjà présent dans les deux premières séries, Bright Noa réintègre ici l’armée fédérale avec le grade de capitaine pour combattre Neo Zeon.

Neo Zeon
- Hamān Karn (ハマーン・カーン, hamān kān?) : fondatrice et meneuse du mouvement Neo Zeon (Axis Zeon dans Zeta Gundam), elle souhaite restaurer l’autorité de la famille Zabi (dont la dernière descendante est Mineva Lao Zabi) et, tout comme le premier duché de Zeon, affranchir les colonies spatiales de la vétuste Fédération. C’est aussi une pilote talentueuse qui possède des talents de newtype ; elle tentera plusieurs fois de recruter Judau, sans succès, et l’affrontera finalement dans les dernières batailles.
- Glemy Toto (グレミー・トト, Gremy Toto?) : un pilote de Neo Zeon très doué, dont on soupçonne aussi des liens de parenté avec la famille Zabi. Il tombera amoureux du pilote de l’AEUG Roux Louka.
- Mashymre Cello (マシュマー・セロ, Masūma Sero?) : jeune officier exubérant de Neo Zeon, qui est très attiré par Hamān et suit aveuglément ses ordres.

Source.

## Production et choix de scénario
Fort du succès important de Zeta Gundam, Sunrise décide de créer rapidement une suite. À l’origine, Mobile Suit Gundam ZZ devait donc être la seconde saison de la série Zeta Gundam, mais les producteurs décidèrent finalement d’en faire un anime à part, partageant simplement l’univers et quelques personnages avec son prédécesseur. De même, Tomino avait prévu d’y faire réapparaître Char Aznable, mais ayant obtenu entretemps le feu vert pour réaliser le film Mobile Suit Gundam : Char contre-attaque, ce personnage n’apparaît pas dans l’histoire.
À la différence de l’ambiance noire et dramatique de Zeta Gundam, l’anime vise un public plus jeune à travers une histoire plus légère, humoristique. Ce changement fut parfois mal perçu par le public, estimant que cela se ressentait négativement sur la densité du scénario et la profondeur des personnages, ; Tomino étoffera donc le scénario vers le milieu de la série, dans l’optique de le faire concorder avec son futur film Char contre-attaque.

## Réception et critique
La série est diffusée pour la première fois du 1er mars 1986 au 31 janvier 1987 et compte 47 épisodes. Bien que souvent décriée par les fans pour avoir rompu avec l’esprit de la franchise, la série connut des scores d’audience honorables (bien qu’inférieur à Zeta Gundam) avec une moyenne de 6,1 % des téléspectateurs selon le magazine Weekly The Television.
En 2009, une version blu-ray est commercialisée au Japon, composée de deux coffrets. Gundam ZZ sera commercialisé en France à partir du 15 mars 2017; les seules exportations auparavant se sont faites dans l’Asie de l'Est.

## Fiche technique
Sauf mention contraire, cette fiche est réalisée d’après les informations de l’IMDb et du site Anime News Network.
- Genre : anime
- Origine :  Japon
- Date de première diffusion : 1er mars 1986 – 31 janvier 1987
- Format : 47 épisodes de 30 minutes

### Équipe de réalisation
- Idée originale : Hajime Yatate, Yoshiyuki Tomino
- Réalisation : Yoshiyuki Tomino
- Scénario : Hidemi Kamata, Ken Terasawa, Meigo Endo, Minoru Onoya, Yumiko Suzuki
- Musique : Shigeaki Saegusa
- Character design : Hiroyuki Kitazume
- Conception des mechas : Masahiro Oda, Mika Akitaka
- Direction artistique : Shigemi Ikeda
- Photographie : Akio Saitô
- Animation : Akihiko Yamashita, Hirohide Shikishima, Hiroyuki Kitazume, Kisaraka Yamada, Masami Ozone, Naoyuki Onda, Sachiko Kamimura, Toshimitsu Kobayashi, Yoshihisa Uchida
- Production : Juichi Kamiya, Kenji Uchida, Mitsushige Inagaki
- Studio : Sunrise

### Doublage original
- Kazuki Yao : Judau Ashta
- Tsutomu Kashiwakura : Glemy Toto
- Yoshiko Sakakibara : Hamān Karn
- Chieko Honda : Elpeo Puru et Puru Two
- Eriko Hara : Elle Vianno
- Hazuki Monma : Chara Soon
- Hirotaka Suzuoki : Bright Noa
- Kenyū Horiuchi : Mashymre Cello
- Kôzô Shioya : Mondo Agake
- Masami Kikuchi : Ino Abbav
- Maya Okamoto : Leina Ashta
- Miki Itou : Mineva Lao Zabi
- Naoko Matsui : Roux Louka
- Shingo Hiromori : Beecha Oleg
- Chika Sakamoto : Shinta
- Houchu Ohtsuka : Yazan Gable
- Kenichi Ono : Ein
- Mayumi Shou : Haro et Qum
- Miyuki Matsuoka : Fa Yuiry
- Nobuo Tobita : Kamille Bidan

### Musique
Génériques d’ouverture : 
- Anime Ja Nai (« Ce n’est pas un anime ! ») de Masahito Arai (épisodes 1 à 25)
- Silent Voice (« Voix silencieuse ») de Jun Hiroe (épisodes 26 à 47)

Génériques de fin :
- Jidai ga Naiteiru (« Notre époque fond en larmes ») de Masahito Arai (épisodes 1 à 25)
- Issenman-Nen Ginga (« Les galaxies millénaires ») de Jun Hiroe (épisodes 26 à 47)

### Liste des épisodes
La liste des épisodes est indiquée ci-dessous :
| No | Titre français                         | Titre japonais        | Titre japonais               | Date de 1re diffusion |
| No | Titre français                         | Kanji                 | Rōmaji                       | Date de 1re diffusion |
| -- | -------------------------------------- | --------------------- | ---------------------------- | --------------------- |
| 1  | Prélude à ZZ                           | プレリュードZZ        | Pureyūdo ZZ                  | 1er mars 1986         |
| 2  | Le Jeune Homme de Shangri-La           | シャングリラの少年    | Shangurira no Shounen        | 8 mars 1986           |
| 3  | Le Roi de l’Endra                      | エンドラの騎士        | Endora no Kishi              | 15 mars 1986          |
| 4  | La Passion de Mashymre                 | 熱血のマシュマー      | Nekketsu no Mashumaa         | 22 mars 1986          |
| 5  | La Détermination de Judau              | ジュドーの決意        | Judō no Ketsui               | 29 mars 1986          |
| 6  | La Menace du Zssa                      | ズサの脅威            | Zusa no Kyoui                | 5 avril 1986          |
| 7  | La Tempête de Gaza                     | ガザの嵐              | Gaza no Arashi               | 12 avril 1986         |
| 8  | Les cloches funèbres sonnent deux fois | 鎮魂の鐘は二度鳴る    | Chinkon no Kane wa Nido Naru | 19 avril 1986         |
| 9  | Judau dans l’espace                    | 宇宙のジュドー        | Uchū no Judō                 | 26 avril 1986         |
| 10 | Au revoir, Fa                          | さよならファ          | Sayonara Fa                  | 3 mai 1986            |
| 11 | Double Zeta : activé !                 | 始動!ダブル・ゼータ   | Shidou ! Daburu Zeeta !      | 10 mai 1986           |
| 12 | La Disparition de Leina                | リィナが消えた        | Riina ga Kieta               | 17 mai 1986           |
| 13 | Ma Sœur !                              | 妹よ!                 | Imouto yo !                  | 24 mai 1986           |
| 14 | La Colonie des illusions (partie 1)    | 幻のコロニー (前)     | Maboroshi no Koronii (zn)    | 31 mai 1986           |
| 15 | La Colonie des illusions (partie 2)    | 幻のコロニー (後)     | Maboroshi no Koronii (kou)   | 7 juin 1986           |
| 16 | Le Combat de l’Argama                  | アーガマの白兵戦      | Aagama no Hakuheisen         | 14 juin 1986          |
| 17 | Reprends-toi ! Le Core Top !           | 奪回!コア・トップ     | Dakkai ! Koa Toppu           | 21 juin 1986          |
| 18 | Les Ténèbres d’Hāman                   | ハマーンの黒い影      | Hamān no Kuroi Kage          | 28 juin 1986          |
| 19 | Ple et Axis                            | プルとアクシズと      | Puru to Akushizu to          | 12 juillet 1986       |
| 20 | Triste Cecillia (partie 1)             | 泣き虫セシリア (前)   | Nakimushi Seshiria (zen)     | 19 juillet 1986       |
| 21 | Triste Cecillia (partie 2)             | 泣き虫セシリア (後)   | Nakimushi Seshiria (kou)     | 26 juillet 1986       |
| 22 | Judau décolle !                        | ジュドー、出撃!!      | Judō, Shutsugeki !           | 2 août 1986           |
| 23 | La Terre brûle                         | 燃える地球            | Moeru Chikyū                 | 9 août 1986           |
| 24 | Amour fraternel dans les mers du Sud   | 南海に咲く兄妹愛      | Nankai ni Saku Kyoudaidai    | 16 août 1986          |
| 25 | Le Visage de Rommel                    | ロンメルの顔          | Ronmeru no Kao               | 23 août 1986          |
| 26 | Le Cœur de Masai                       | マサイの心            | Masai no Kokoro              | 30 août 1986          |
| 27 | Le Sang de Leina (partie 1)            | リィナの血 (前)       | Riina no Chi (zen)           | 6 septembre 1986      |
| 28 | Le Sang de Leina (partie 2)            | リィナの血 (後)       | Riina no Chi (kou)           | 13 septembre 1986     |
| 29 | La Fuite de Roux                       | ルーの逃亡            | Rū no Toubou                 | 20 septembre 1986     |
| 30 | L’Équipe bleue (partie 1)              | 青の部隊 (前)         | Ao no Butai (zen)            | 27 septembre 1986     |
| 31 | L’Équipe bleue (partie 2)              | 青の部隊 (後)         | Ao no Butai (kou)            | 4 octobre 1986        |
| 32 | Au-delà du lac Salé                    | 塩の湖を越えて        | Shio no Mizūmi o Koete       | 11 octobre 1986       |
| 33 | Un Après-midi à Dublin                 | ダブリンの午後        | Daburin no Gogo              | 18 octobre 1986       |
| 34 | La Voix de Kamille                     | カミーユの声          | Kamiiyu no Koe               | 24 octobre 1986       |
| 35 | Le ciel s’écroule                      | 落ちてきた空          | Ochitekita Sora              | 31 octobre 1986       |
| 36 | La Descente de Ple Two                 | 重力下のプルツー      | Jūryokuka no Puru Tsū        | 8 novembre 1986       |
| 37 | Nahel Argama                           | ネェル・アーガマ      | Neeru Aagama                 | 15 novembre 1986      |
| 38 | L’Imprenable Jamru Fin                 | 鉄壁,ジャムル・フィン | Teppeki, Jamuru Fin          | 22 novembre 1986      |
| 39 | Le Retour de Sarasa                    | サラサ再臨            | Sarasa Sairin                | 29 novembre 1986      |
| 40 | Le Rêve de Tigerbaum                   | タイガーバウムの夢    | Taigaabaumu no Yume          | 6 décembre 1986       |
| 41 | La Vie de Rasara                       | ラサラの命            | Rasara no Inochi             | 13 décembre 1986      |
| 42 | La Fille de Core 3 (partie 1)          | コア3の少女 (前)      | Koa 3 no Shoujo (zen)        | 20 décembre 1986      |
| 43 | La Fille de Core 3 (partie 2)          | コア3の少女 (後)      | Koa 3 no Shoujo (kou)        | 27 décembre 1986      |
| 44 | La Chute d’Emary                       | エマリー散華          | Emarii Sange                 | 10 janvier 1987       |
| 45 | La Bataille d’Axis                     | アクシズの戦闘        | Akushizu no Sentou           | 17 janvier 1987       |
| 46 | Vibrations                             | バイブレーション      | Baibureeshon                 | 24 janvier 1987       |
| 47 | Guerrier, à nouveau...                 | 戦士,再び...          | Senshi, Futatabi...          | 31 janvier 1987       |

Sources,.

## Autres médias
Dès 1986, Gundam ZZ est aussi dérivée sous forme de manga par Toshiya Murakami dans le magazine Comic BonBon (Kōdansha). Un roman a ensuite été tiré de la série par Akinori Endō en deux volumes datant de 1986 : Judau Ashta et Newtype. On peut aussi noter qu’une nouvelle intitulée Gundam sentinel – publiée dans le magazine Model Graphix fin 1987 – relate les événements de l’Universal Century se déroulant entre Zeta Gundam et Gundam ZZ.

## Annexe